# Hans-Jürgen Wolff
Hans-Jürgen Wolff (* 30. Mai 1958 in Helmstedt) ist ein deutscher Verwaltungsjurist und ehemaliger Chef des Bundespräsidialamtes.

## Leben
Wolff leistete seinen Wehrdienst bei der Fernspähkompanie 100. Er erwarb das Fallschirmspringerabzeichen in Silber und beim Korps Commandotroepen das niederländische Springerabzeichen. Anschließend studierte er Rechtswissenschaften in Saarbrücken, München, Bonn und Oxford. Nach den juristischen Staatsprüfungen wurde er mit einer völkerrechtlichen Arbeit promoviert. Anfang 1989 trat Wolff in die Verfassungsrechtsabteilung im Bundesministerium des Innern ein und wechselte Anfang 1991 in die Wirtschaftsabteilung des Bundeskanzleramts, wo er mit Fragen des Europarechts und der europäischen Wirtschafts- und Währungspolitik betraut war. Von dort wurde er 1992 für 18 Monate in die Staatskanzlei des Landes Sachsen-Anhalt abgeordnet als Leiter des Referats für Wirtschaftspolitik und Treuhandangelegenheiten. Ab 1995 leitete Wolff eine Reihe von Referaten in der Inlandsabteilung des Bundespräsidialamts. Seit 2006 war er Leiter der Abteilung Inland, bis er im Oktober 2009 die Stelle von Staatssekretär Gert Haller übernahm.
Seine Amtsführung galt als umstritten und soll zum Ausscheiden zahlreicher Mitarbeiter des Amtes geführt haben, was wiederum zur Amtsmüdigkeit von Horst Köhler beigetragen haben soll. Am 5. Juli 2010, wenige Tage nach seinem Amtsantritt, versetzte der neue Bundespräsident Christian Wulff, der den Chef seiner Staatskanzlei als neuen Staatssekretär „mitbrachte“, Wolff in den einstweiligen Ruhestand. Diesen nutzte Wolff u. a. (unter Pseudonym) zum Schreiben eines autobiographisch angehauchten Romans.

## Ehrungen
- 7. November 2001: Verdienstkreuz am Bande des Verdienstordens der Bundesrepublik Deutschland
- 2007: norwegischer Verdienstorden
- 2009: Großoffizier des portugiesischen Verdienstordens
- 18. Dezember 2009: Verdienstkreuz 1. Klasse des Verdienstordens der Bundesrepublik Deutschland